# Rollpiano

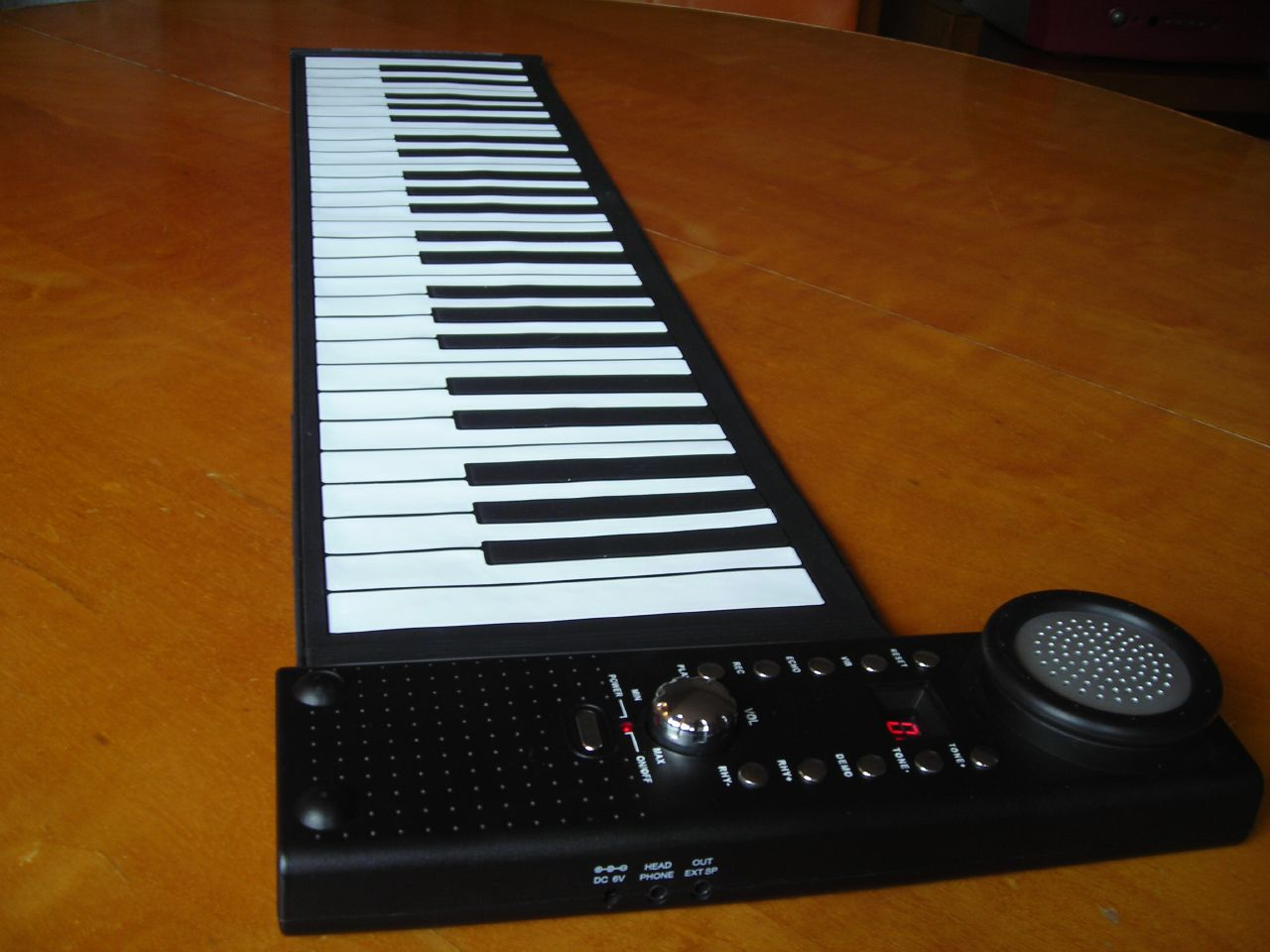
Rollpiano mit ausgerollter Klaviatur

Ein Rollpiano (auch Rollklavier) ist ein Tasteninstrument in der Art eines Keyboards, dessen Klaviatur sich zusammenrollen lässt, und somit gut transportabel ist.

## Beschaffenheit
Die Klaviatur besteht aus Kunststoff und hat zum Teil 49 oder 88, meist 61 Tasten. Es gibt Mono- und Stereo- Rollpianos, die Lautsprecher sind an den Enden der Tastatur angeordnet. Je nach Anfertigung können sie über 100 Instrumente simulieren und auf 100 Rhythmen eingestellt werden. Es enthält Lautsprecher und Kopfhöreranschluss sowie Ausgänge für die Stereoanlage etc. Meist kann es sowohl mit Batterie als auch mit Netz betrieben werden. Das Gewicht beträgt etwa 1 kg.

## Benutzung
Ein Rollpiano kann man vom Spielgefühl her nicht mit einem richtigen Keyboard oder gar Klavier vergleichen, da es keine wirklichen Tasten besitzt. Deshalb wird es eher als Spielzeug oder zu Spaßzwecken benutzt, weniger zum Üben oder zum richtigen Spielen.